# Saison 2021 de l'équipe cycliste Deceuninck-Quick Step
La saison 2021 de l'équipe cycliste Deceuninck-Quick Step est la dix-neuvième de cette équipe.

## Coureurs et encadrement technique

### Arrivées et départs
| Coureur        | Provenance      | Durée contrat |
| -------------- | --------------- | ------------- |
| Mark Cavendish | Bahrain-McLaren | 2021          |
| Josef Černý    | CCC             | 2021          |

| Coureur     | Nouvelle équipe     | Durée contrat |
| ----------- | ------------------- | ------------- |
| Bob Jungels | AG2R Citroën        | 2021-2022     |
| Sean Quinn  | Hagens Berman Axeon | 2021          |

### Effectif actuel
| Coureur            | Date de Nais.              | Equipe en 2020        | Cont. |
| ------------------ | -------------------------- | --------------------- | ----- |
| Julian Alaphilippe | 11 juin 1992 (29 ans)      | Deceuninck-Quick Step | 2024  |
| João Almeida       | 5 août 1998 (23 ans)       | Deceuninck-Quick Step | 2021  |
| Shane Archbold     | 2 février 1989 (32 ans)    | Deceuninck-Quick Step | 2021  |
| Kasper Asgreen     | 8 février 1995 (26 ans)    | Deceuninck-Quick Step | 2024  |
| Andrea Bagioli     | 23 mars 1999 (22 ans)      | Deceuninck-Quick Step | 2021  |
| Davide Ballerini   | 21 septembre 1994 (27 ans) | Deceuninck-Quick Step | 2021  |
| Sam Bennett        | 16 octobre 1990 (31 ans)   | Deceuninck-Quick Step | 2021  |
| Mattia Cattaneo    | 25 octobre 1990 (31 ans)   | Deceuninck-Quick Step | 2021  |
| Rémi Cavagna       | 10 août 1995 (26 ans)      | Deceuninck-Quick Step | 2023  |
| Mark Cavendish     | 21 mai 1985 (36 ans)       | Bahrain-McLaren       | 2021  |
| Josef Černý        | 11 mai 1993 (28 ans)       | CCC                   | 2021  |
| Tim Declercq       | 21 mars 1989 (32 ans)      | Deceuninck-Quick Step | 2023  |
| Dries Devenyns     | 22 juillet 1983 (38 ans)   | Deceuninck-Quick Step | 2022  |
| Remco Evenepoel    | 25 janvier 2000 (21 ans)   | Deceuninck-Quick Step | 2026  |
| Ian Garrison       | 14 mai 1998 (23 ans)       | Deceuninck-Quick Step | 2021  |
| Álvaro Hodeg       | 16 septembre 1996 (25 ans) | Deceuninck-Quick Step | 2021  |

| Coureur               | Date de Nais.              | Equipe en 2020        | Cont. |
| --------------------- | -------------------------- | --------------------- | ----- |
| Mikkel Frølich Honoré | 21 janvier 1997 (24 ans)   | Deceuninck-Quick Step | 2021  |
| Fabio Jakobsen        | 31 août 1996 (25 ans)      | Deceuninck-Quick Step | 2023  |
| Iljo Keisse           | 21 décembre 1982 (39 ans)  | Deceuninck-Quick Step | 2022  |
| James Knox            | 4 novembre 1995 (26 ans)   | Deceuninck-Quick Step | 2021  |
| Yves Lampaert         | 10 mai 1991 (30 ans)       | Deceuninck-Quick Step | 2022  |
| Fausto Masnada        | 6 novembre 1993 (28 ans)   | Deceuninck-Quick Step | 2021  |
| Michael Mørkøv        | 30 avril 1985 (36 ans)     | Deceuninck-Quick Step | 2023  |
| Jason Osborne         | 20 mars 1994 (27 ans)      | Néo-pro               | 2021  |
| Florian Sénéchal      | 10 juillet 1993 (28 ans)   | Deceuninck-Quick Step | 2023  |
| Pieter Serry          | 21 novembre 1988 (33 ans)  | Deceuninck-Quick Step | 2023  |
| Stijn Steels          | 21 août 1989 (32 ans)      | Deceuninck-Quick Step | 2021  |
| Jannik Steimle        | 4 avril 1996 (25 ans)      | Deceuninck-Quick Step | 2021  |
| Zdeněk Štybar         | 11 décembre 1985 (36 ans)  | Deceuninck-Quick Step | 2021  |
| Bert Van Lerberghe    | 29 septembre 1992 (29 ans) | Deceuninck-Quick Step | 2023  |
| Stan Van Tricht       | 20 septembre 1999 (22 ans) | SEG Racing Academy    | 2021  |
| Mauri Vansevenant     | 1er juin 1999 (22 ans)     | Deceuninck-Quick Step | 2023  |

## Champions nationaux, continentaux et mondiaux
| Date              | Course                                                 | Maillot | Coureurs           | Pays     | Lieu                |
| ----------------- | ------------------------------------------------------ | ------- | ------------------ | -------- | ------------------- |
| 16 juin 2021      | Championnats de Belgique du contre-la-montre           |         | Yves Lampaert      | Belgique | Ingelmunster        |
| 17 juin 2021      | Championnats du Danemark du contre-la-montre           |         | Kasper Asgreen     | Danemark | Give                |
| 17 juin 2021      | Championnats de République tchèque du contre-la-montre |         | Josef Černý        | Tchéquie | Podluzany           |
| 17 juin 2021      | Championnats du Portugal du contre-la-montre           |         | João Almeida       | Portugal | Vila Velha de Ródão |
| 20 juin 2021      | Championnats de France sur route                       |         | Rémi Cavagna       | France   | Épinal              |
| 26 septembre 2021 | Championnats du monde - Course en ligne                |         | Julian Alaphilippe | Belgique | Louvain             |